# دارت

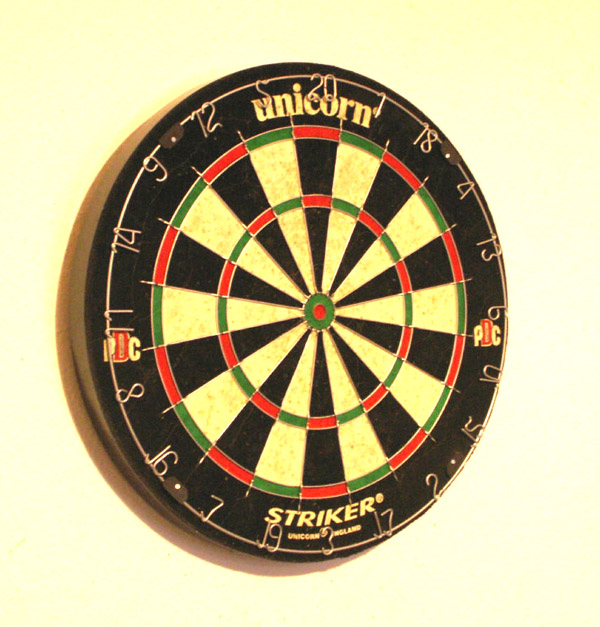
تختهٔ استاندارد آماجه

ورزش آماجه یا دارت را باید یکی از شاخه‌های ورزش و حتی آموزش و آمادگی نظامی دانست که به نوعی آن را یک هنر می‌دانند: هنر پرتاب تیر.

## تاریخچه
تاریخ نویسان تخمین می‌زنند که احتمالاً نخستین بار این ورزش که در زمان خود نوعی تفریح هم محسوب می‌شد، در سده‌های میانه در انگلیس آغاز شده است، چرا که شواهد و اسناد دقیقی از آن در دسترس نیست و به‌طور تقریبی به سرنخ‌هایی رسیده‌اند که نشان می‌دهد عده‌ای این ورزش را به دانش آموزان دوره متوسطه آموزش می‌دادند که بتوانند با قوی‌تر ساختن عضله‌های بازو و ساعد خود نشانه‌گیری دقیق‌تری داشته باشند که بعدها حتی در جنگ‌ها برای پرتاب کمان و نیزه نیز بسیار مفید بود.
اما حقیقت این است که در دوره‌های جنگ در قرن ۱۸، بطری‌های خالی مشروبات الکلی و نشانه‌گیری برای انداختن چوب کبریت از فاصله دور به داخل این بطری‌ها یکی از جالب‌ترین و سرگرم‌کننده‌ترین تفریحات این سربازها بود که بعدها این فکر به ذهنشان خطور کرد که می‌توانند به شکل بهتر و سرگرم‌کننده‌تری تفریح کنند و حتی از این بازی پول دربیاورند که پس از مدتی بطری‌ها تبدیل به یک تخته مسطح شد و با تکه چوب‌های تراشیده شده به قطعات کوچک و نوک تیز بدل گشتند.
صفحه چوبی و مسطح که «آماجه» نامیده می‌شود از تعدادی حلقه‌های رنگین که به فاصله‌هایی معین نقاشی شده تشکیل می‌گردد که هر پرتاب در داخل یکی از حلقه‌های رنگین امتیاز مخصوص به خود را دارد.
از آنجایی که قرن‌ها پیش هر وسیله سرگرمی و وقت گذرانی از دید قشر مرفه و سطح بالای جوامع دور نمی‌ماند، آماجه و پرتاب تیر نیز به سرعت مورد توجه شاهزادگان و ثروتمندان اروپایی قرار گرفت و در مدت زمان کوتاهی تا حدی در میان آن‌ها شایع شد که گاهی ساعت‌ها در شبانه روز را به انجام این بازی اختصاص می‌دادند و بر سر پرتاب تیر با هم شرط‌بندی هم می‌کردند.
در این میان هنری هشتم یکی از آن دسته شاهانی بود که لذت زیادی از این بازی می‌برد و حتی به یکی از نجارهای معروف و به نام زمان خود دستور داد تا یک دست کامل از آماجه و نیزه‌های کوچک چوبی را با آرم سلطنتی بسازد تا به معشوقه خود (آنه بولین) هدیه کند. وی همچنین در میان شاهزادگان خوشگذران انگلیسی مسابقاتی را با جوایزی در خور توجه ترتیب داد.

## پرتاب تیر در آمریکا
اما این ورزش در آمریکا مثل تمام ورزش‌های دیگر تاریخچه خاص خود را دارد و مردمان این سرزمین شیوه مخصوص خود را برای انجام هر ورزشی دارند. پرتاب تیر هم مثل سایر رشته‌های ورزشی توسط مهاجرینی که به این قاره نقل مکان کرده بودند راه یافت.
آماجه در آمریکا و در میان مردمان انگلوساکسون تا زمان ملکه ویکتوریا به شیوه‌ای بسیار تفننی انجام می‌شد و خب طبیعی‌ست که در بریتانیا بیش از هر جای دیگری پیشرفت کرد و از آنجایی که تا همین امروز هم به نظر می‌آید خورشید حکومت سلطنتی در بریتانیا هرگز غروب نمی‌کند، تمایل شاهزادگان انگلیسی به پرتاب تیر هم در طول این سال‌ها نسل به نسل منتقل شده است.
اما امروزه آماجه از یک بازی تفننی پا را فراتر گذاشته و هم‌اینک چیزی حدود ۱۹۰۰ قانون در خصوص این ورزش تبیین شده است.
اندازه تخته به شکل استانداردی تعیین شده و حتی سایز تیرها هم ثابت است. گروه‌های آماجه کشورهای اروپایی در لیگ‌های ورزشی به رقابت می‌پردازند.

## نحوه صحیح پرتاب تیر

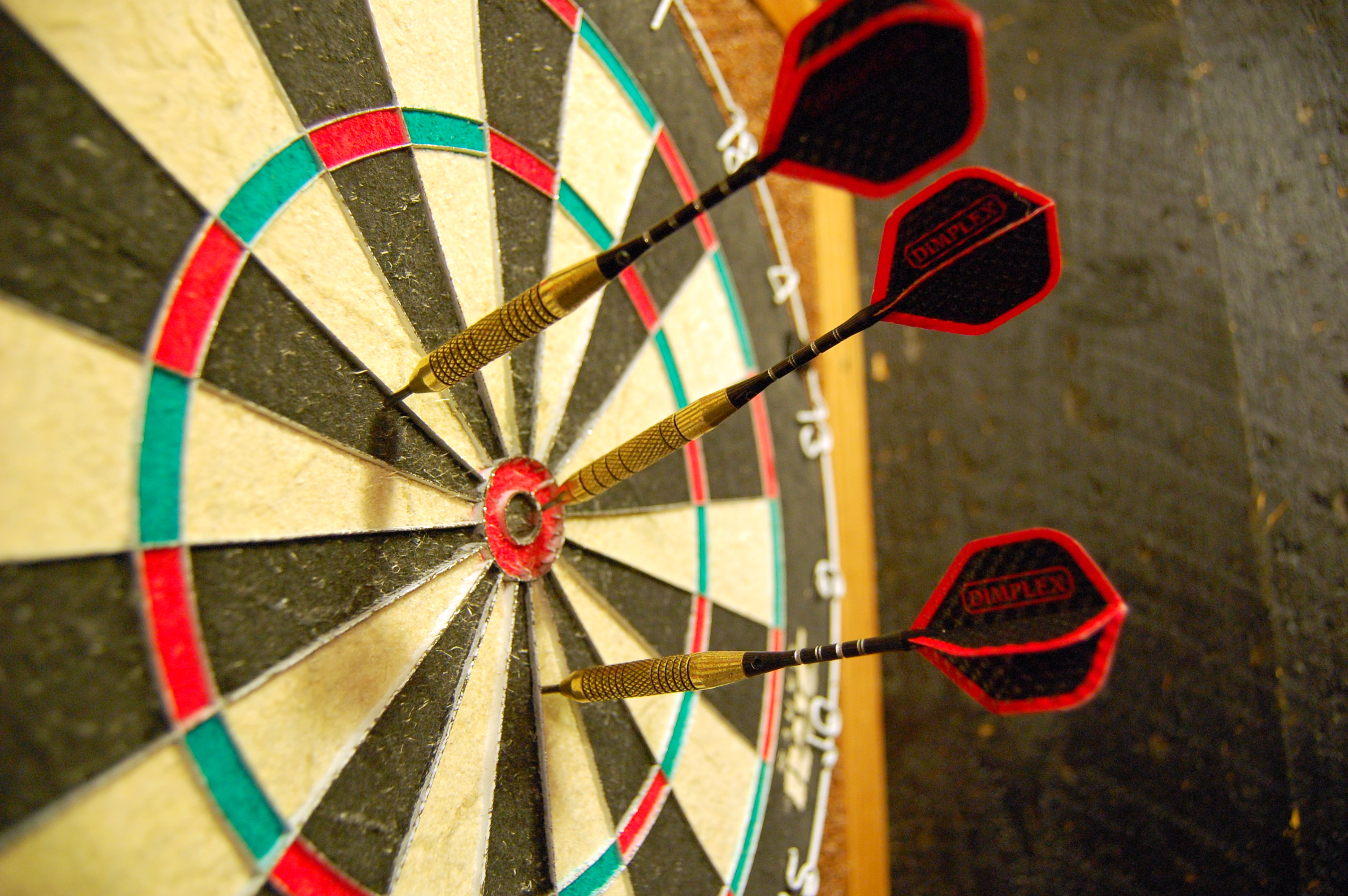

برای پرتاب دارت اگر با دست راست پرتاب می‌کنید پای راست را جلو بگذارید و اگر با دست چپ، پای چپ جلو قرار می‌گیرد.
هیچگونه احتیاجی به قدرت یا سرعت ندارید اما در عوض دقت لازم است.
در بین بازیکنان حرفه‌ای هر کس به طرز دلخواه و هر طوری که راحت‌تر است تیر را می‌گیرد، ولی متداول آن را در متن زیر می‌بینید:
1. با بند اول انگشت اشاره تعادل تیر را پیدا کنید.
2. با شکم انگشت شست تیر را مهار کنید.
3. با انگشت وسط انگشت‌های دیگر را پشتیبانی کنید.

## قاعده بازی مشترک در تمام بازی‌ها
1. هر بازیکن در یک نوبت گردشی با انداختن سه تیر در هر نوبت بازی می‌کند.
2. هر بازیکن یک تیر را در شروع بازی برای مشخص شدن نفر آغازکننده بازی پرتاب می‌کند.
3. امتیازات بدست آمده بر مبنای امتیازی است که برای هر ناحیه در نظر گرفته شده است، نه بر مبنای رنگ آن.

۴-در صورت افتادن تیر از تخته آماجه (اگرچه به نمره خورده باشد) امتیازی برای آن پرتاب در نظر گرفته نمی‌شود. فاصلهٔ زمین تا نقطهٔ وسط آماجه (خال) ۱۷۳سانتی‌متر و فاصلهٔ فرد تا تخته ۲۳۷ سانتی‌متر باید باشد.

## امتیازات قواعد آن
تخته آماجه به صورتی طراحی شده است که دایره آن را به صورت قسمت‌های مثلثی که به وسیله میله فلزی از هم جدا شده است درآمده. البته اگر به شکل توجه کنید خواهید دید که که میله فلزی علاوه بر درست کردن این مثلث‌ها تخته آماجه را به چهار قسمت مجزا تفکیک کرده و اگر تیر شما در بین دو میله اول خورده باشد عدد شما در ۲ ضرب می‌شود واگر در بین دو میله دوم خورده باشد عدد شما در ۳ ضرب خواهد شد و اگر در بین میله سوم باشد که معمولاً به رنگ روشن است بخورد امتیاز شما ۲۵ واگر در بین میله آخر به عبارتی مرکز قرار گیرد نمره شما 12p خواهد بود
و اگر پیکان شما داخل این میله‌ها نباشد عددی که روی آن است به تنهایی در نظر گرفته می‌شود، چنانچه پرتاب شما خارج از محیط مشخص شده باشد امتیازی برای شما در نظر گرفته نخواهد شد. حال هر مثلث عدد خود را دارد، و با پرتاب سه تیر در مجموع اعداد محاسبه می‌گردد، لازم است ذکر شود هر سه پرتاب شما را یک «رانِد» گویند؛ و در آخر شخصی برنده است که به امتیاز در نظر گرفته شده زودتر دیگران دست پیدا کند.